# Bahnhof Landshut (Bay) Süd
Landshut (Bay) Süd ist ein Haltepunkt in der bayerischen kreisfreien Stadt Landshut an der Bahnstrecke Neumarkt-Sankt Veit–Landshut. Er besitzt ein Bahnsteiggleis. Daneben gibt es noch den Bahnhof Landshut (Bay) Hbf an den Bahnstrecken München–Regensburg, Landshut–Plattling und Neumarkt-Sankt Veit–Landshut.

## Lage
Der Bahnhof liegt im Landshuter Stadtteil Achdorf. Das Bahnhofsareal wird westlich durch die Habichtstraße, östlich durch die Pettenkoferstraße begrenzt. Parallel dazu verläuft der Roßbach, einer rechter Zufluss der Isar. Unmittelbar nördlich an den Haltepunkt schließt sich die Achdorfer Eisenbahnbrücke über die Isar an.

## Infrastruktur
Der Haltepunkt verfügt über einen 120 Meter langen Hausbahnsteig mit einer Höhe von 55 Zentimetern über der Schienenoberkante. Der Bahnsteig ist über eine Rampe barrierefrei erreichbar.

## Verkehr
Der Haltpunkt Landshut (Bay) Süd wird im Stundentakt von den Zügen der Südostbayernbahn (einer Tochter der Deutschen Bahn AG) auf der Relation Landshut–Mühldorf bedient, welche abwechselnd nach Rosenheim und Freilassing (– Salzburg) durchgebunden werden.